# Pineda de la Sierra
Pineda de la Sierra es un municipio y localidad española de la provincia de Burgos, en la comunidad autónoma de Castilla y León, comarca de La Demanda y Pinares, partido judicial de Burgos. Cuenta con una población de 94 habitantes (INE 2024).

## Toponimia
La etimología del nombre es transparente. Está compuesto por el fitónimo Pinus (pino) y el sufijo abundancial vasco, de origen latino, -eta que indica pluralidad, por lo que el topónimo nos indica la existencia de varios de pinares. El apellido de la Sierra se debe a su localización geográfica en plena Sierra de la Demanda.

## Símbolos

### Escudo
El escudo heráldico municipal fue aprobado el 9 de abril de 2002 y publicado en el Boletín Oficial de Castilla y León el 10 de diciembre de 2002. Su descripción es la siguiente:

 Escudo terciado: Primero, en azur, montes de plata con cumbres nevadas, cargadas de pino arrancado y frutado de oro; segundo, sobre gules, portada románica en oro, surmontada de estrella de oro de seis puntas, también entado en punta de plata, onda de azul; tercero, en sinople, tres ovejas merinas de plata, puestas en palo y en punta, montón de carbón perfilado de oro. Al timbre, corona real cerrada.

### Bandera
La bandera fue aprobada y publicada al mismo tiempo que el escudo y presenta la siguiente descripción:

Bandera cuadrada, o de 1:1. Sobre blanco,dos franjas en rojo y verde de 2/10 de ancho, y a 1/10 de los bordes superior e inferior. En el centro: onda de azul de 1,50 de ancho. En el corazón de la bandera, campeará el escudo municipal.

## Geografía

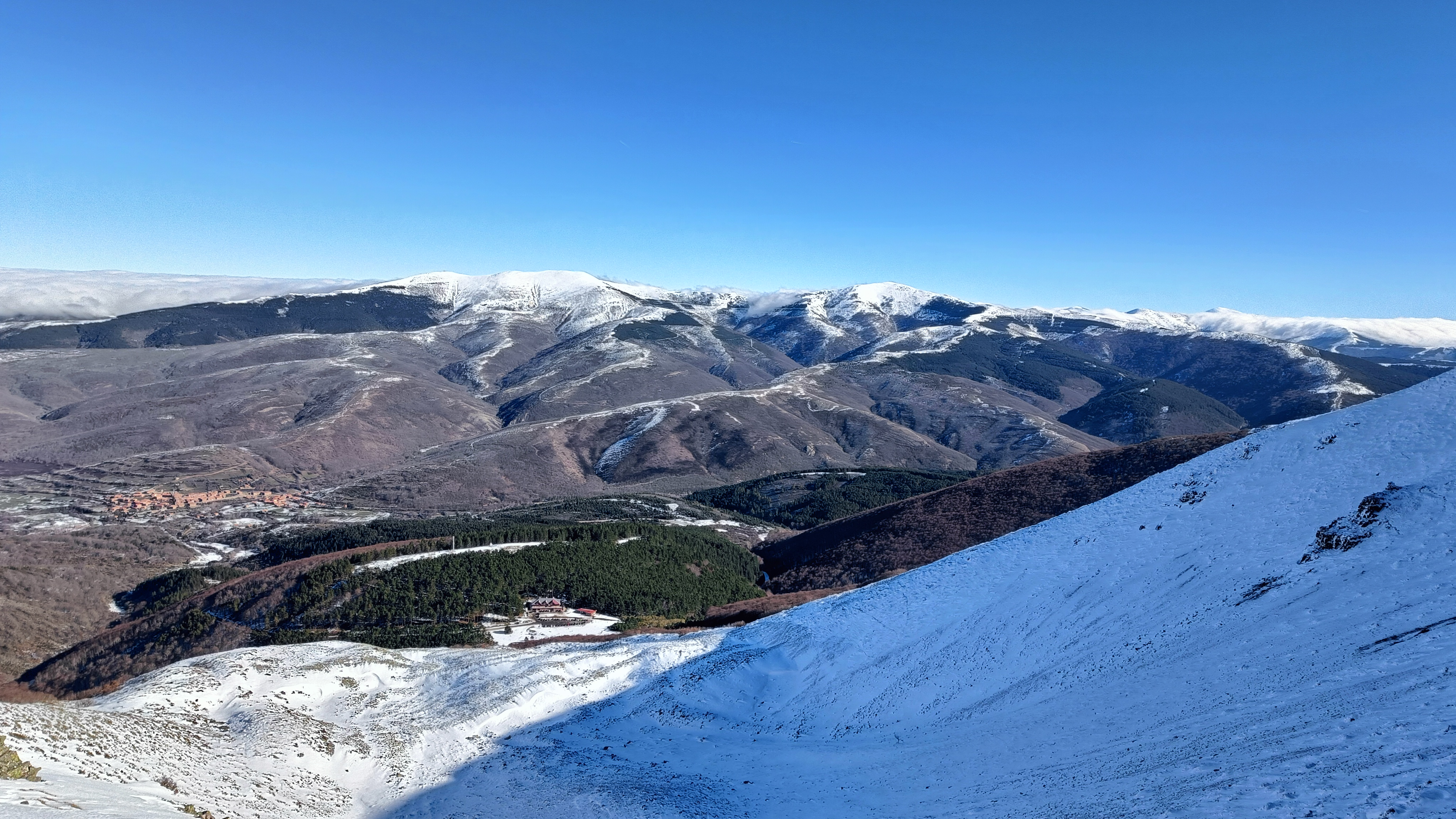
Concha de Pineda desde Valle del Sol

El municipio, que abarca una superficie de 68,767 km², está situado en plena Sierra de la Demanda, concretamente en el valle que ha labrado el río Arlanzón entre esta y la sierra de Mencilla, al norte guardado por las dos montañas más altas de la provincia: el Torruco-San Millán (2131 m s. n. m.) y el pico Trigaza (2085 m s. n. m.) y al sur a los pies del pico Mencilla (1932 m s. n. m.), donde se encuentra la antigua estación de esquí del Valle del Sol.
Elevado a 1205 metros de altitud sobre el nivel del mar, el municipio está situado a 50 km de la capital burgalesa, con la cual se encuentra conectado a través de la carretera autonómica BU-820.
El municipio es atravesado por el río Arlanzón, que nace en la Fuente de Tañuelos a pocos kilómetros del término municipal, ya en Riocavado de la Sierra. El Arlanzón recoge y se nutre de las aguas de los numerosos arroyos que nacen en las montañas del término de Pineda de la Sierra, tales como el Barranco Malo, arroyo del Cerracín, arroyo de las Hoyas, arroyo de los Riajales, entre otros muchos cursos de agua menores.
La mitad sur del Embalse del Arlanzón, se encuentra dentro del término de Pineda de la Sierra. Este embalse fue construido entre 1930 y 1933 en la cabecera de la cuenca del río Arlanzón con la función de regular las aportaciones que recibe el río y evitar inundaciones aguas abajo.

### Clima
Debido a su situación geográfica y a su altitud, Pineda de la Sierra tiene un clima de montaña. En invierno, las temperaturas son bajas (a menudo bajo cero) y las precipitaciones, abundantes (frecuentemente en forma de nieve). Los veranos son suaves y secos, en general. Las precipitación media ronda entre los 850mm y 1200mm al año.

## Historia
Villa perteneciente a la Hermandad de Montes de Oca en el partido de Juarros,  uno de los catorce que formaban la Intendencia de Burgos durante el periodo comprendido entre 1785 y 1833, tal como se recoge en el Censo de Floridablanca de 1787. Tenía jurisdicción de realengo con alcalde ordinario.
A la caída del Antiguo Régimen queda constituida como ayuntamiento constitucional del mismo nombre en el partido de Belorado, región de Castilla la Vieja; contaba entonces con 228 habitantes.
Así se describe a Pineda de la Sierra, en el tomo XIII del Diccionario geográfico-estadístico-histórico de España y sus posesiones de Ultramar, obra impulsada por el ministro de Hacienda Pascual Madoz a mediados del siglo XIX:

Villa con ayuntamiento, en la provincia, diócesis, audiencia territorial y capitanía general de Burgos (7 leg.), partido judicial de Belorado (5). Situada en un valle, con Clima algo frió á causa de reinar el viento N. con mas frecuencia que ningún otro, y las enfermedades dominantes son las pulmonías y fiebres catarrales. Tiene 48 Casas, y entre ellas la capitular, que sirve también de cárcel; escuela de niños, á la que asisten 60, dotada con 1,500 reales ; iglesia parroquial (San Esteban), servida por un cura y un sacristán, y fuera de la población 3 ermitas bajo las advocaciones de San Pedro, Sta. María de Villa y el Cristo. Confina el término N. Santa Cruz del Valle; E. Riocabado; S. Tinieblas y San Millan, y O. Villarobe. El Terreno es escabroso; le baña un riacho que naciendo en el termino, del pueblo que nos ocupa, en el cual tiene 2 puentes de piedra y otros tantos de madera, baja á Arlanzon, donde toma este nombre , y sigue con él hasta su confluencia con el Arlanza : el espresado terreno está casi todo él rodeado de montes poblados de hayas y robles ; habiendo á la márgen del río dos grandes minas de carbón de piedra, dist. 1/4 de hora del I. Los Caminos se hallan en mediano estado y dirigen á los pueblos limítrofes. Correos: se reciben de Burgos por baligero. Producción: centeno, patatas y legumbres; ganado vacuno y lanar merino y churro; caza de corzos y lobos, y pesca de truchas muy esquisitas. Industria : la agrícola y 2 molinos harineros, se estraen lanas merinas. Población: 57 vecinos, 228 almas. Capital Productivo: 402,110 reales Imp.: 37,242. Contribución: 4,383 reales 20 mreales El Presupuesto Municipal asciende á 6,000 reales , que se cubren por reparto vecinal, y parte con los fondos de propios.CAP. PROD. L.581,300 reales IMP.  155,238. CONTR. 14,216 reales
24 mreales El PRESUPUESTO MUNICIPAL asciende á 12,000 r s . , y se cubre por repartimiento vecinal
Diccionario geográfico-estadístico-histórico de España y sus posesiones de Ultramar

## Demografía
Pineda de la Sierra cuenta con una población de 94 habitantes (INE 2024).
| Gráfica de evolución demográfica de Pineda de la Sierra entre 1842 y 2021                                             |
| |
| Población de derecho según los censos de población del INE. Población de hecho según los censos de población del INE. |

## Economía

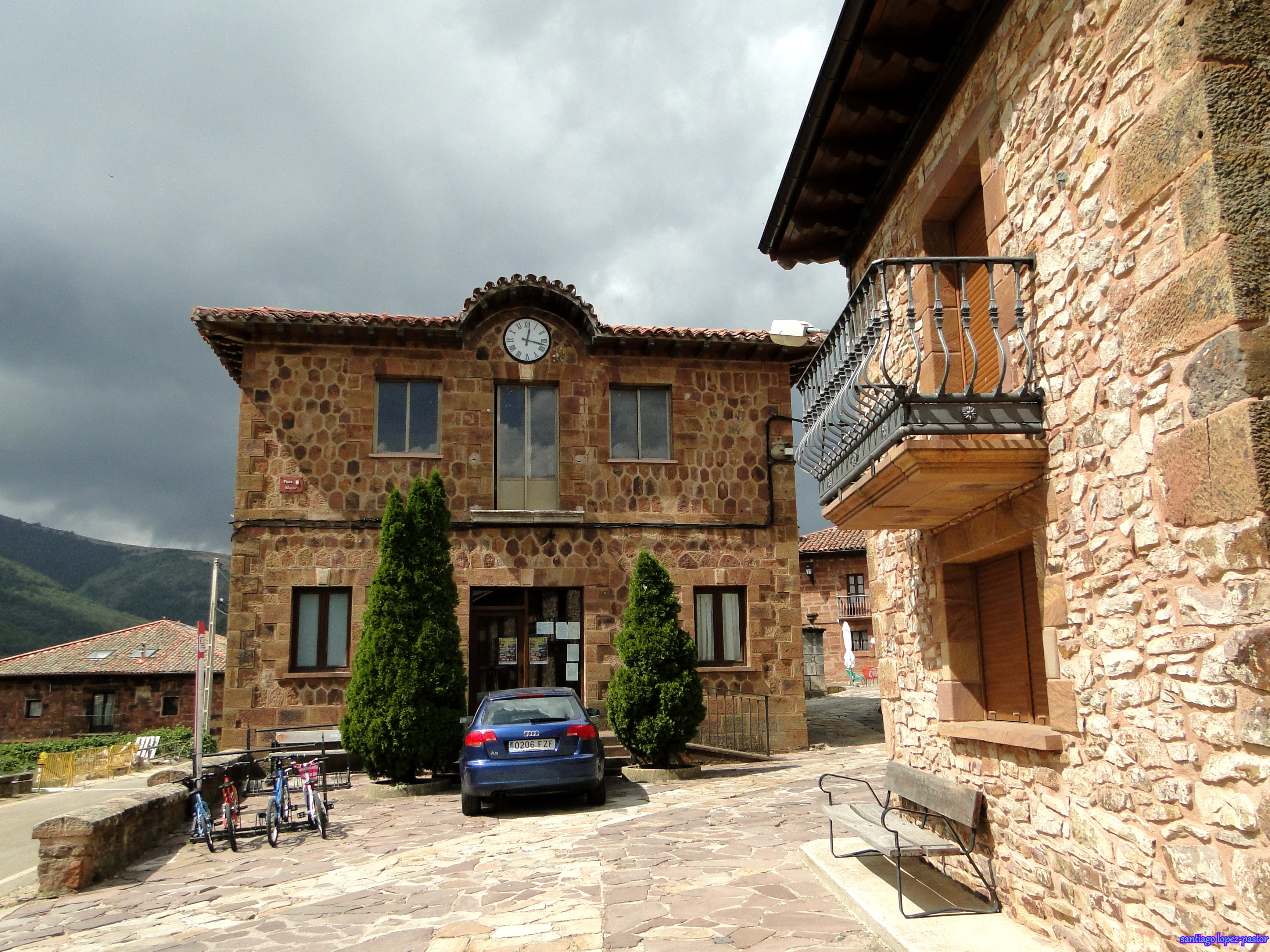
Casa consistorial.

Ganadería ovina y bovina, silvicultura, turismo y sector servicios.
Pineda de la Sierra tiene un pasado minero de relativa importancia, ya que en sus inmediaciones se extrajeron diferentes tipos de minerales. Las explotaciones mineras fueron breves e irregulares, ya que dieron pronto señales de agotamiento, pero gracias a estas explotaciones y a otras de municipios cercanos, se construyó el ferrocarril minero con el propósito de transportar los minerales extraídos de estas minas. Los principales minerales extraídos fueron el cobre, el plomo, el cinc y, sobre todo, el carbón. Las dos minas más importantes de las que se obtuvieron dichos minerales son "Carmina" y "Monterrubio", ambas en terreno de Pineda de la Sierra.  
También existieron yacimientos de hierro en el Mencilla, montaña cercana de origen glaciar.

## Cultura

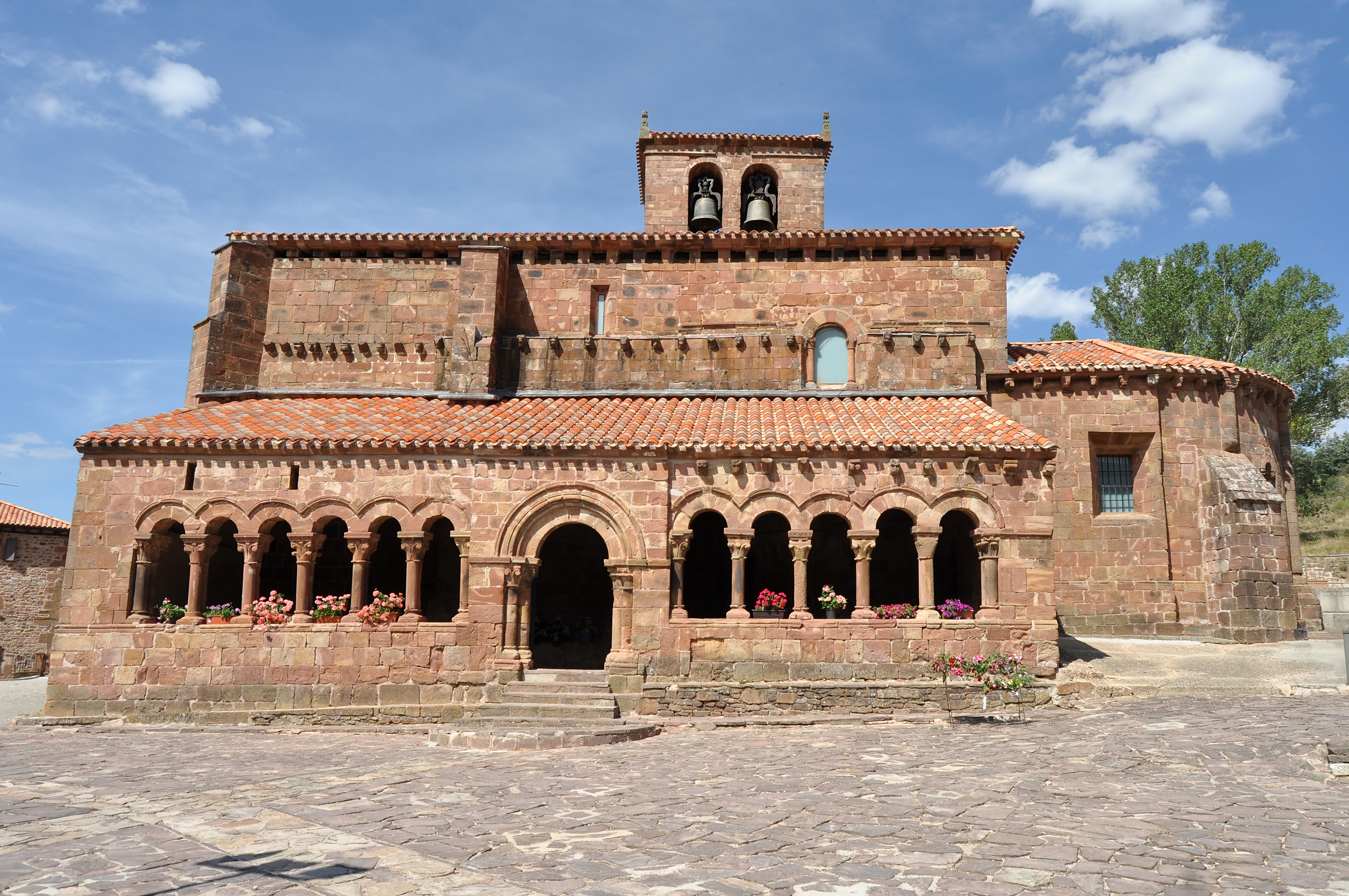
Iglesia parroquial.

### Patrimonio
- Iglesia románica de San Esteban Protomártir (galería porticada del siglo XII). Declarada Bien de Interés Cultural con la categoría de Monumento Histórico.
- Ermitas del Santísimo Cristo y de San Pedro.
- El Esteralbo. Área recreativa con parque infantil, fuente, bancos, mesas y refugio desde el que se puede ver el extenso bosque de la Sierra de la Demanda y los dos embalses de fondo.
- Aula del Río. Equipamiento educativo en el que se dan a conocer los ecosistemas acuáticos y fluviales, y se puede aprender o perfeccionar la pesca sostenible.
- Minas de Cerracín. Complejo minero con varias minas que evidencian la pasada actividad minera en el municipio.
- Vía Verde de la Sierra de la Demanda. Camino natural apto para caminantes, ciclistas y jinetes que atraviesa el bosque de la Sierra de la Demanda. El recorrido se inicia en Arlanzón y finaliza en Monterrubio de la Demanda; Pineda se encuentra en el centro del recorrido, aproximadamente.
- Estación de esquí del Valle del Sol. Actualmente no operativa, aún conserva los remontes que antiguamente la hacían funcionar. Se puede practicar senderismo y otras actividades de naturaleza en sus inmediaciones.
- Embalse del Arlanzón. Pantano de 22 hm³ que almacena las aguas del río Arlanzón y abastece de agua a la capital burgalesa. En él se permiten los deportes náuticos y la navegación sin motor.

### Festividades
Pineda de la Sierra celebra las siguientes fiestas de manera especial:
- Fiestas patronales en honor a la Virgen de Villa. Son las principales fiestas del municipio. Se celebran durante el primer o segundo fin de semana de septiembre, y el día 8 de septiembre. Hay misas, procesiones, verbenas, etc.
- Fiesta de la Cruz. Celebrada el 14 de septiembre. Hay misa y procesión, en la cual se lleva a la Virgen de Villa hasta la ermita del Santo Cristo por la mañana; ya por la tarde, se vuelve a por la virgen para llevarla de nuevo a la iglesia de San Esteban.
- Fiesta de la Virgen. Pineda celebra, como otros muchos pueblos, esta fiesta el 15 de agosto. La fiesta viene marcada por una misa y procesión por las calles del pueblo.Puente sobre el Arlanzón.

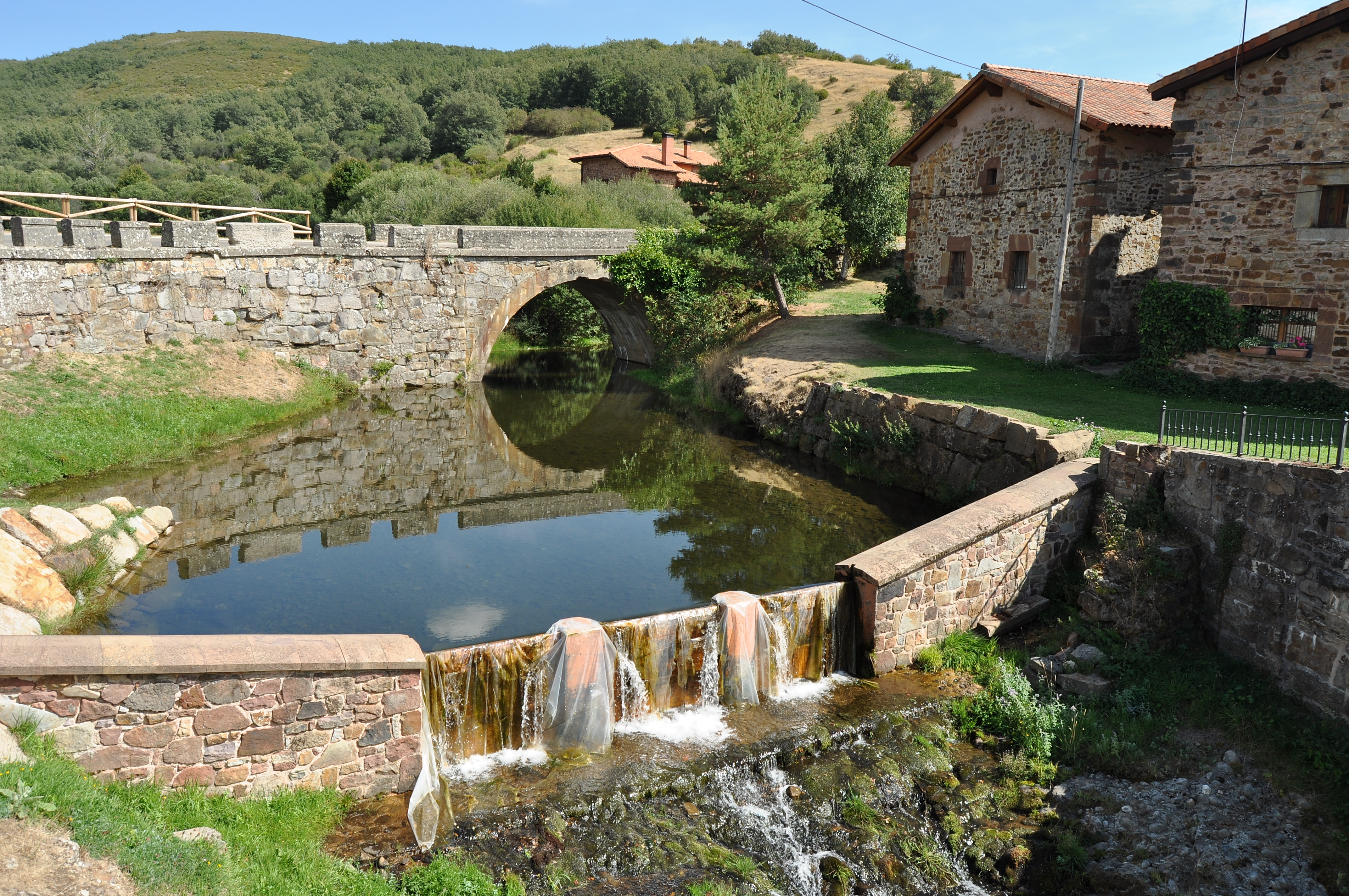
Puente sobre el Arlanzón.

- Fiesta de San Esteban, patrón del municipio. Se celebra el día 26 de diciembre.
- Corpus Christi. Fiesta celebrada en junio, con una misa y posterior procesión por las calles del pueblo, que se adornan con altares religiosos y florales.
- Romería de San Pedro. Su fecha de celebración varía, pero se suele celebrar en mayo. En dicha romería, los vecinos van hasta la ermita de San Pedro, situada en mitad del bosque, donde asisten a una misa en honor al santo y, posteriormente, el Ayuntamiento invita a todos sus vecinos al tradicional bocadillo de bonito con pimientos, acompañado de vino y guindillas. Esta romería, antiguamente, se celebraba para pedir un año de buenas cosechas, al tiempo que se daba la bienvenida a la primavera y se dejaba atrás el invierno.
- Jueves de Todos. Tradicionalmente, esta fiesta se celebraba el jueves en el que se inicia Carnaval. Cuando los niños del pueblo salían de la escuela, iban llamando por las casas al tiempo que pedían, con una canción, chorizos, morcillas, huevos, etc. Cuando habían acabado, hacían todos juntos una merienda con los productos recaudados.

### Eventos deportivos

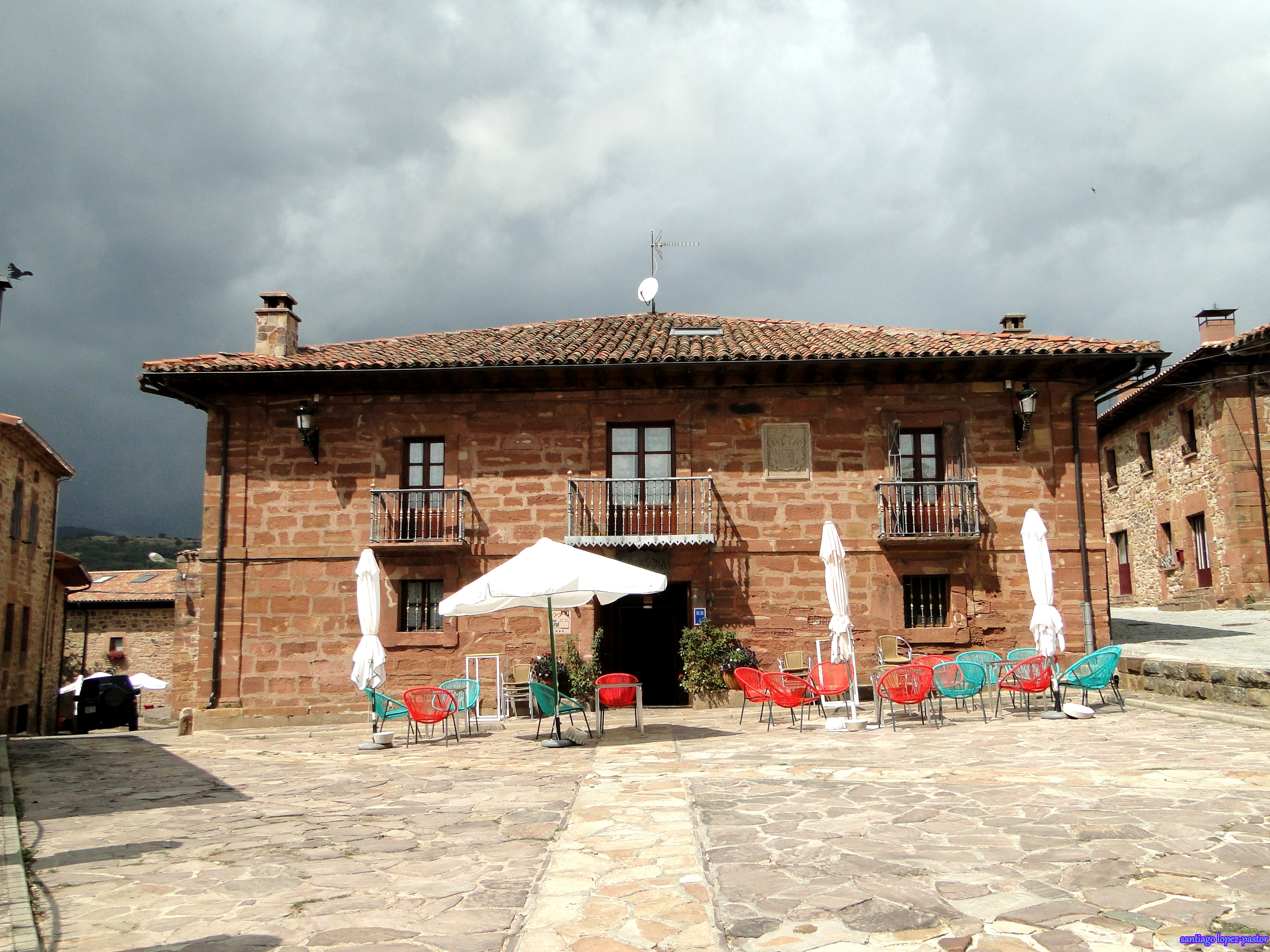
Plaza Mayor.

Pineda de la Sierra (Valle del Sol) acogió la meta de la penúltima etapa de la Vuelta a Burgos 2015, con victoria del ciclista colombiano Miguel Ángel López, del equipo Astana Pro Team. 
En septiembre de 2015, se celebró la I Carrera Popular "Embalse del Arlanzón", la cual tuvo dos recorridos: uno de 8 km de distancia y otro de 21 km.
En septiembre de 2016, tuvo lugar la II Carrera Popular "Villa de Pineda", con recorridos de 8 km y 21 km.
A finales de agosto de 2017, se celebró la III Carrera Popular "Villa de Pineda", que contó con dos modalidades: running (con recorridos de 8 km y 21 km, como en anteriores ediciones) y marcha a pie (con un recorrido de 8 km).
El 1 de septiembre de 2018, se disputó la cuarta edición de la carrera popular "Villa de Pineda", que contó con las mismas modalidades que en la anterior edición. 
El 24 de septiembre de 2022, se organizó la I Transpineda por parte del C. D. Tragalpinos. El evento contó con dos modalidades de participación: carrera (con un recorrido largo de 32 km y otro corto de 10 km) y senderismo (con un recorrido único de 10 km). 

### Literatura
La autora Carla Montero, en su obra El invierno en tu rostro, inicia la historia de la novela inspirándose en el accidente de avioneta que acaeció en el pico San Millán en abril de 1948, y en el que fallecieron los tres ocupantes franceses que viajaban en la aeronave. 

### Arquitectura tradicional

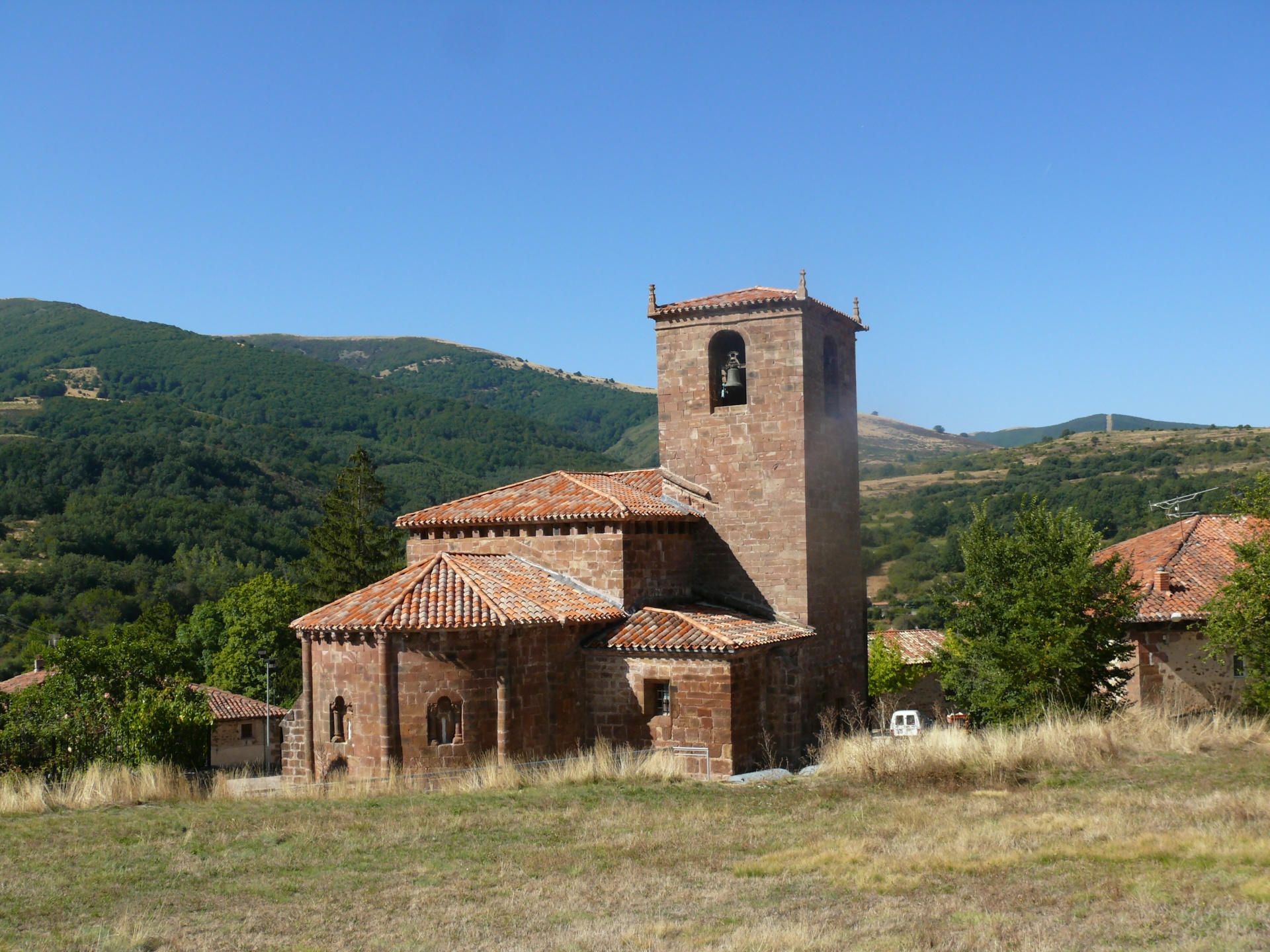
Traseras de la Iglesia.

El núcleo urbano de Pineda de la Sierra ha presentado, históricamente, una estructura arquitectónica muy bien definida que aún hoy se conserva.
La arquitectura tradicional del municipio se basa en la construcción de casas de piedra arenisca rojiza, debido a su alto contenido mineral en hierro, sus tejados a dos aguas con teja árabe y chimeneas encestadas, ventanas de reducidas dimensiones para aislar del frío, grandes puertas de madera con cuarterón, escudos de piedra en la fachada principal, etc. Las antiguas casas tenían planta rectangular, a menudo con tres alturas: la planta baja solía estar destinada al guardado de animales, leña o hierba; en la planta primera estaba la cocina, naturalmente con su chimenea en la que se curaba la matanza, así como las distintas habitaciones y alcobas (habitaciones pequeñas e interiores) de la casa; y la planta más alta, llamada habitualmente desván o payo, estaba inmediatamente debajo del tejado y se usaba como trastero o, a veces, como habitación adicional.
Existían en el municipio otras construcciones auxiliares, como los hornos o el molino, en las que los vecinos hacían el pan y molían el trigo, la cebada y el centeno, respectivamente.
Otra de las actividades frecuentes antiguamente era la lanar, por la cual se esquilaba a las ovejas de raza churra y, posteriormente, se aplicaban varios trabajos a la lana. Vestigios de esta actividad en Pineda son los distintos nombres relacionados con dicha actividad, como el lavadero (donde se lavaba la lana una vez esquilada), la era de la lana (donde se tendía para su secado al sol) y la estriba (sitio en el que se almacenaba para su posterior venta).